# Lepisorus pseudonudus
Lepisorus pseudonudus är en stensöteväxtart som beskrevs av Ren-Chang Ching.
Lepisorus pseudonudus ingår i släktet Lepisorus och familjen Polypodiaceae. Inga underarter finns listade i Catalogue of Life.